# Jabal al-Nour

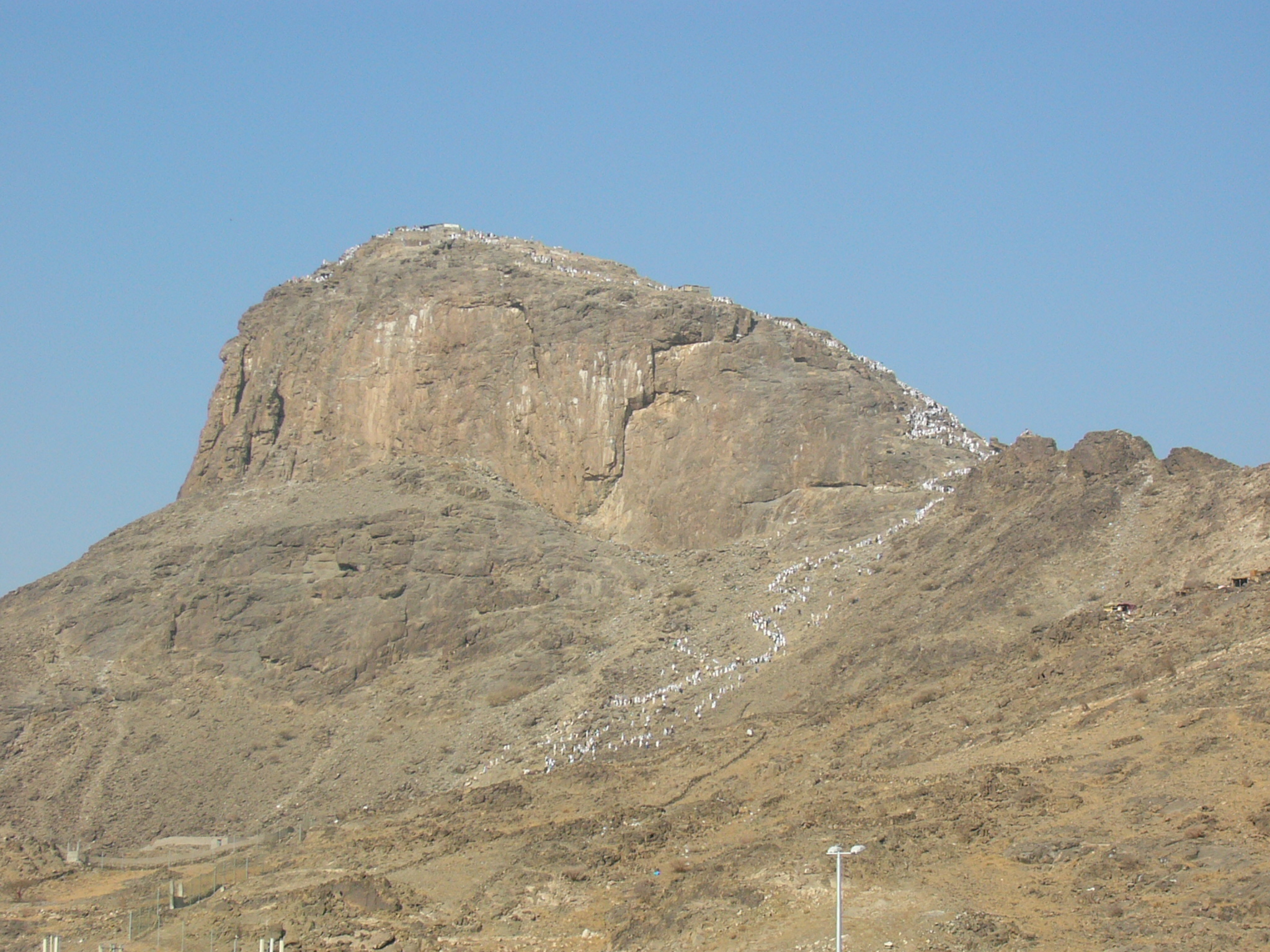
Jabal al-Nour.

Jabal al-Nour (arabiska: جَبَل ٱلنُّوْر, Ljusets berg) är ett berg nära Mecka i Hijaz-regionen i Saudiarabien. På berget finns grottan Hira där den islamiske profeten Muhammed sägs ha tagit emot de första koranverserna.

## Galleri

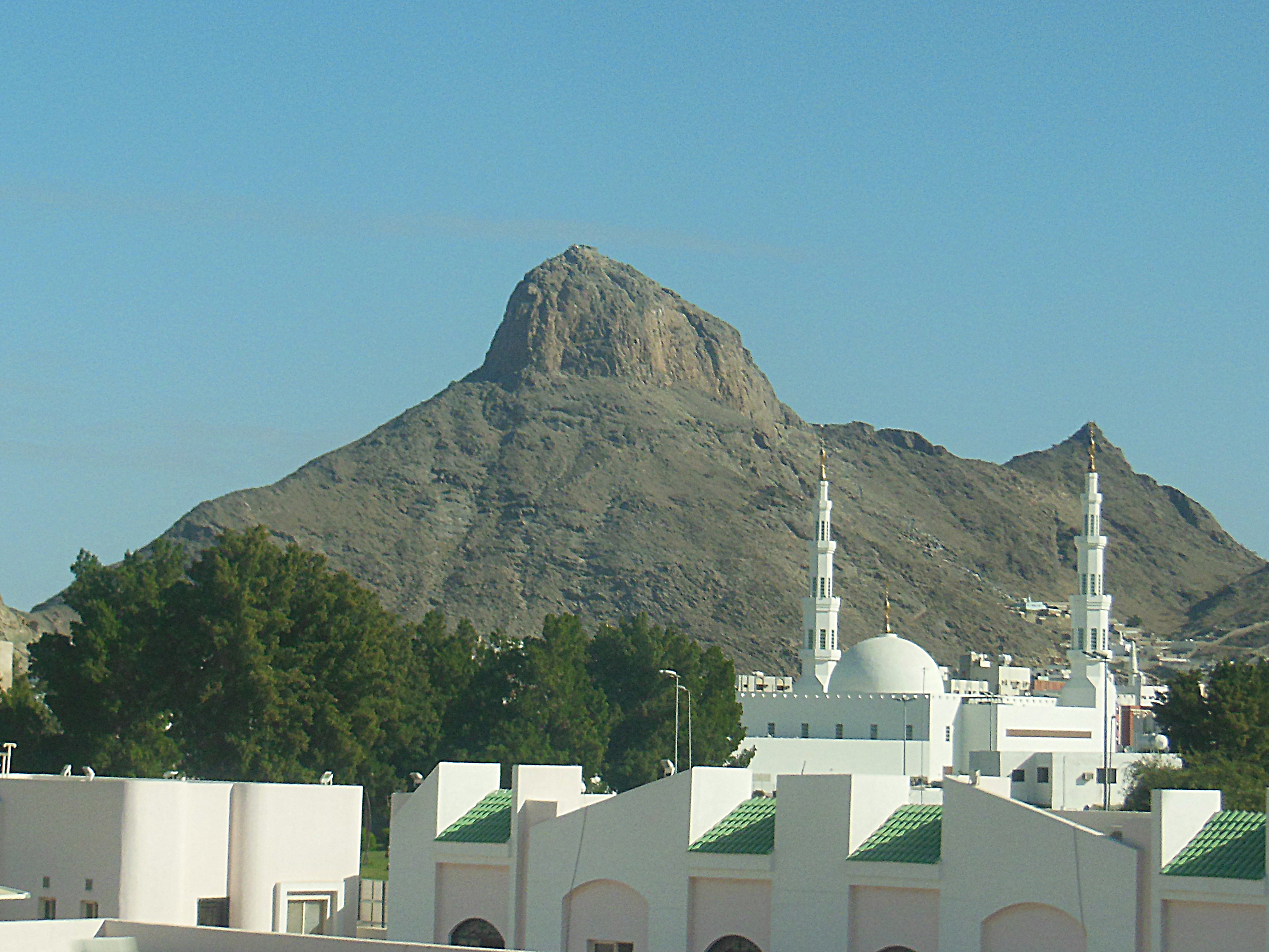
Annan utsikt över berget.
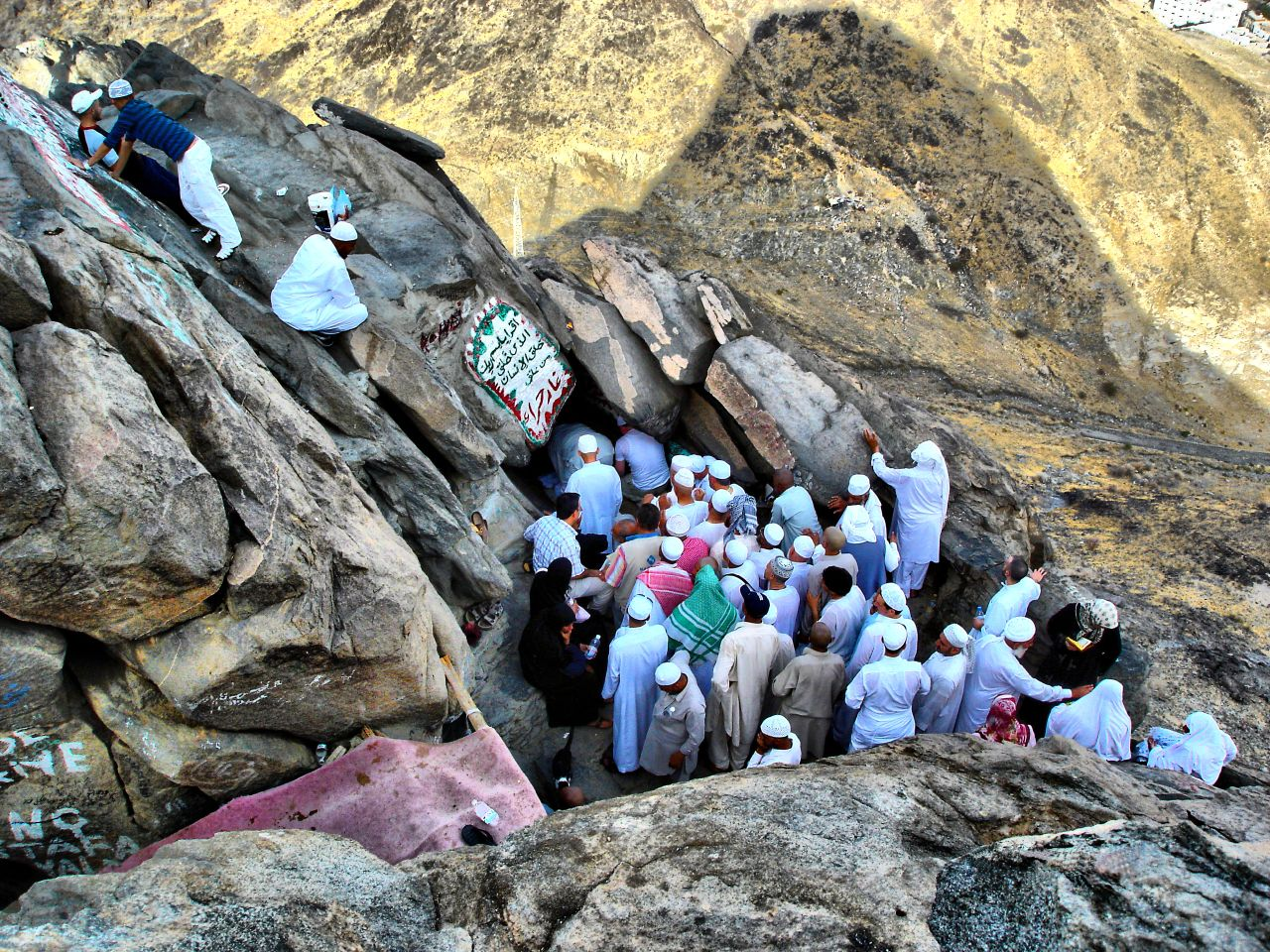
Folk går in i grottan Hira.
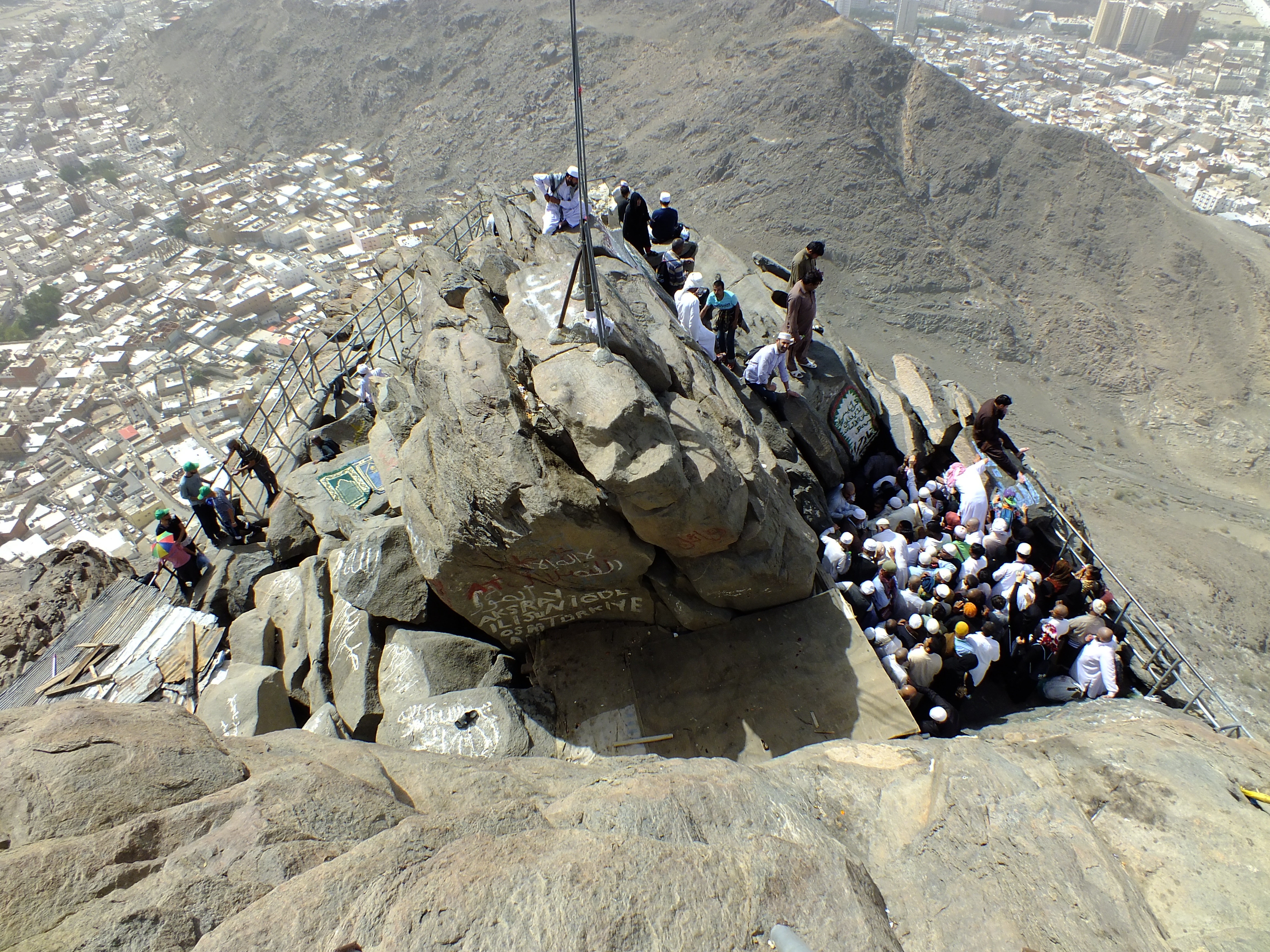
Grottan Hira.